# François Cheng

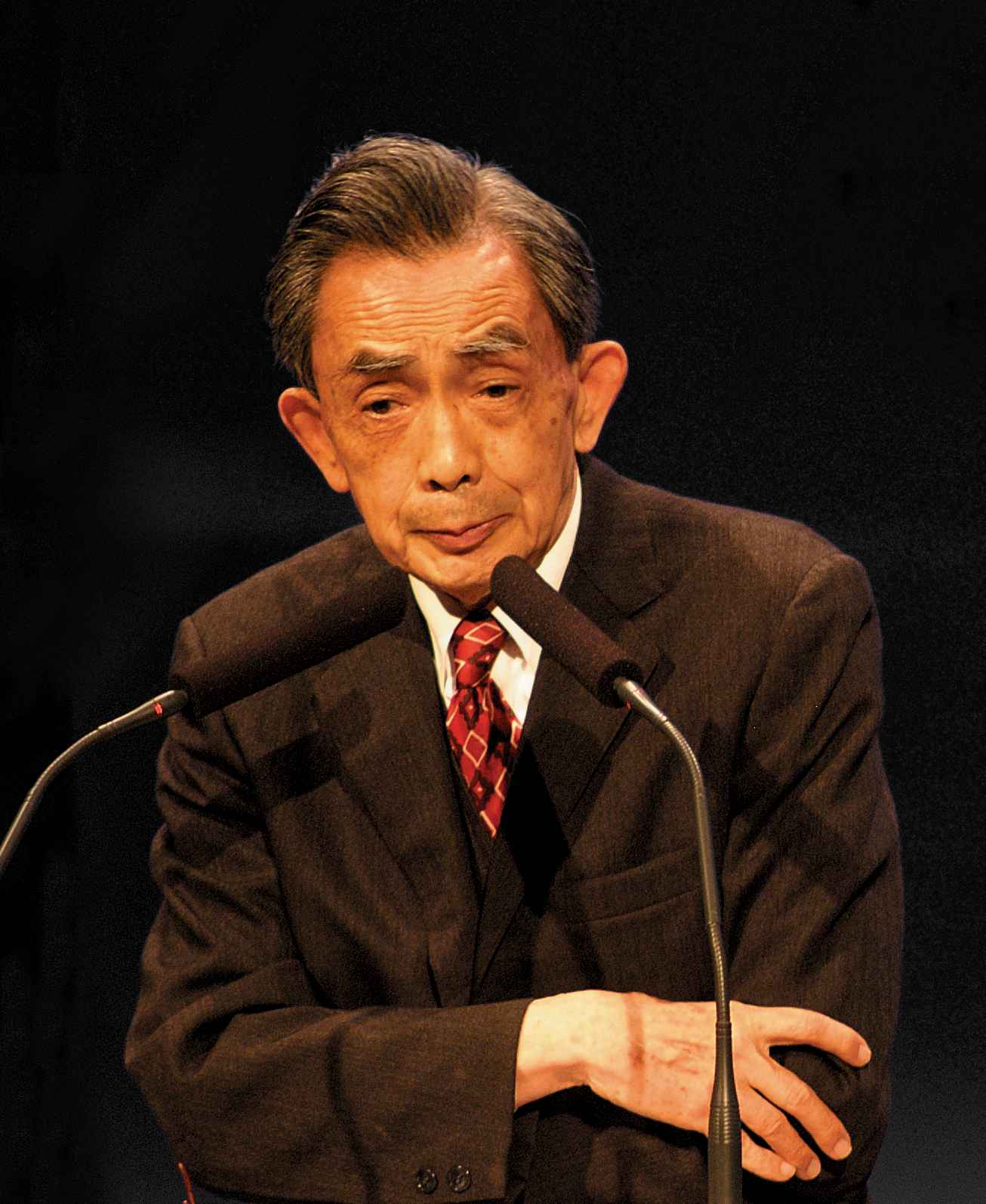
François Cheng (2004)

François Cheng (* 30. August 1929 in Nanchang, China) ist ein Schriftsteller, Dichter und Kalligraf.

## Leben
Cheng entstammt einer Familie von Literaten und studierte zunächst an der Universität Nanjing. Im Jahre 1949 entschied er sich, aufgrund seiner Begeisterung für die französische Sprache und Kultur, sich in Frankreich anzusiedeln (seit dem Jahre 1973 ist er französischer Staatsbürger). Seit dem Jahre 1960 verfolgte er eine universitäre Karriere, unter anderem als Sprachlehrer für Studenten der Schule für orientalische Sprachen (Ecole des langues orientales) in Paris. Daneben ist er als Übersetzer von Gedichten hervorgetreten.
Seine Tochter ist die Sinologin Anne Cheng.

## Werke
- Analyse formelle de l'œuvre poétique d'un auteur des Tang : Zhang Ruoxu (1970)
- Le Pousse-pousse, de Lao She (traduction, 1973)
- L'Écriture poétique chinoise, Éditions du Seuil, (1977 und 1996)
- Vide et plein : le langage pictural chinois, Éditions du Seuil, (1979 und 1991)
- L'Espace du rêve : mille ans de peinture chinoise, Phébus, (1980)
- Sept poètes français (1983)
- Henri Michaux, sa vie, son œuvre (1984)
- Chu Ta : le génie du trait, Phébus, (1986)
- Some Reflections on Chinese Poetic Language and its Relation to Chinese Cosmology dans The Vitality of the Lyric Voice (1986)
- The Reciprocity of Subject and Object in Chinese Poetic Language dans Poetics East and West (1988)
- De l'arbre et du rocher, poèmes, Fata Morgana, (1989)
- Souffle-Esprit, Éditions du Seuil, (1989 und 2006)
- Entre source et nuage, Voix de poètes dans la Chine d'hier et d'aujourd'hui Albin Michel (1990 und 2002)
- Saisons à vie, poèmes, Encre marine, (1993)
- Trente-six poèmes d'amour, poèmes, Unes, (1997)
- Quand les pierres font signe (1997) (mit Fabienne Verdier)
- Le Dit de Tianyi, Albin Michel, (1998) Prix Femina
- Double chant, Encre Marine, (1998) Prix Roger Caillois
- Shitao : la saveur du monde, Phébus, (1998) Prix André-Malraux
- Cantos toscans, Unes, (1999)
- D'où jaillit le chant, Phébus, (2000)
- Poésie chinoise, poèmes, Albin Michel, (2000)
- Et le souffle devient signe, Iconoclaste, (2001)
- Qui dira notre nuit, poèmes, Arfuyen, (2001)
- L'éternité n'est pas de trop, Albin Michel, (2002)
- Le Dialogue, Une passion pour la langue française, Desclée de Brouwer, (2002)
- Le Long d'un amour, poèmes, Arfuyen, (2003)
- Le Livre du vide médian, poèmes, Albin Michel, (2004)
- Que nos instants soient d'accueil, avec Francis Herth, Les Amis du Livre contemporain, (2005)
- À l'orient de tout, poèmes, Gallimard, (2005)
- Cinq méditations sur la beauté, Albin Michel, (2006) ISBN 2-226-17215-7
- Fülle und Leere: Die Sprache der chinesischen Malerei, Merve, Berlin 2004, ISBN 3-88396-198-1
- Fünf Meditationen über die Schönheit, Beck, München 2008, ISBN 978-3-406-56932-6
- Fünf Meditationen über den Tod: und über das Leben, Beck, München 2015, ISBN 978-3-406-68319-0

## Auszeichnungen
Im Jahre 2001 erhielt er den Großen Preis der Académie française und wurde am 13. Juni 2002 als erster Asiat überhaupt zum Mitglied gewählt.

## Vertonung
- Claire Vazart (* 1964): Toi le féminin für Sopran und Klavier (=Nr. 6 aus dem Liederzyklus Au Féminin, in dem auch Texte von Léopold Sédar Senghor, Paul Éluard, Carole Zalberg (* 1965), Claudine Helft und Georges Sédir vertont sind)